# Корейво, Раймонд Александрович
Раймонд Александрович Корейво (1852—1920 гг.) — русский инженер, конструктор теплоходов и двигателей.

## Биография
По окончании СПб Технологического института Императора Николая I работал на различных машиностроительных заводах, особенно долго на Коломенском заводе в должности главного инженера.

## Научная деятельность
Создал несколько оригинальных типов судовых двигателей, в том числе двухтактный двигатель со встречным движением поршней и синхронизацией коленчатых валов посредством системы шестерен. Встречается и другое название этого типа двигателей — двигатель с противоположно-движущимися поршнями (двигатель с ПДП).
6 ноября 1907 года двигатель был запатентован во Франции, потом демонстрировался на ряде международных выставок. После этих демонстраций аналогичные двигатели начал выпускать Г. Юнкерс и, по чертежам Юнкерса, заводы Нобеля, в том числе в Санкт-Петербурге. Поданная Корейво претензия даже не рассматривалась, так как этому помешал директор-распорядитель Коломенского завода А. Мещерский, не пожелавший ссориться с влиятельными иностранцами. В Советском Союзе дизели такой системы стали использовать после знакомства с авиационными дизелями Junkers Jumo 205. Как тепловозные адаптировались американские дизели Fairbanks-Morse 38 8-1/8, попавшие в СССР на военных катерах, поставленных по ленд-лизу — на их основе были созданы самые массовые серии тепловозных дизелей 2Д100 (тепловоз ТЭ3) и 10Д100 (семейство тепловозов ТЭ10). Танковые двигатели Завода им. Малышева 5ТД и 6ТД построены непосредственно по схеме Корейво.
В 1907 создал проект буксирного теплохода «Мысль» с передачей мощности от двигателя к гребным колесам через муфту Корейво. По этому проекту в дальнейшем строилась мощные речные теплоходы («Петроний», «Философ Платон», «Бородино» и др.). Именно с 1907 года в России стал широко применяться термин теплоход.
Муфта Корейво позволяла передавать на гребной вал мощность от двух двигателей с устранением крутильных колебаний валов передач и осуществлять реверсирование колес.
В 1908—1914 по проектам Корейво было построено около 20 морских и речных теплоходов оригинальной конструкции. После 1917 г. один из теплоходов серии Бородино получил наименование - Инженер Корейво.